# Corey Cogdell
Pour l’article homonyme, voir Cogdell.
Corey Cogdell (née le 2 septembre 1986 à Palmer (Alaska)) est une tireuse sportive américaine.

## Carrière
Corey Cogdell obtient la médaille de bronze en trap aux Jeux olympiques d'été de 2008 à Pékin ; elle termine onzième des Jeux olympiques de Londres en 2012 puis de nouveau troisième aux Jeux olympiques de Rio de Janeiro.